# 이성만
이성만(李成萬, 1961년 11월 4일~)은 대한민국의 행정공무원 출신 정치인이다. 제21대 국회의원이다.
제6대 인천광역시의회 의원을 지냈으며, 제21대 총선에서 인천 부평구 갑에 출마해 56.68%의 득표율을 기록하면서 국회의원에 당선되었다.

## 금품 살포
전당대회 관련 돈봉투 살포로 수사 중이다.

## 학력
- 인천서림국민학교 졸업
- 인천남중학교 졸업
- 인천광성고등학교 졸업
- 연세대학교 이과대학 물리학 학사

## 경력
- 1992년 제36회 행정고등고시 합격
- 2006년 6월 21일 행정공직 사퇴
- 2010.07~2014.06: 제6대 인천광역시의회 의원(민선 5기, 인천 부평구 제1선거구, 민주당→민주통합당→민주당→새정치민주연합, 초선)
  - 2012.07~2014.06: 제6대 인천광역시의회 후반기 의장
- 인천글로벌시티 대표이사
- 더불어민주당 인천광역시당 정책위원장
- 더불어민주당 정책위원회 부의장
- 2016.05~2023.05: 더불어민주당 인천광역시당 부평구 갑 지역위원회 위원장
- 2020년 4월 15일: 대한민국 제21대 국회의원 선거 당선(인천 부평구 갑, 더불어민주당, 초선)
- 2020.05~2021.04: 더불어민주당 원내부대표
- 2021.05~2023.05: 더불어민주당 정책위원회 상임부의장
- 2022.09~2023.05: 더불어민주당 국민안전재난대책위원회 위원장
- 2022.10~2023.05: 더불어민주당 인천광역시당 직능위원회 위원장

### 의정 활동
- 2020.05~2024.05: 제21대 국회의원(인천 부평구 갑, 더불어민주당→무소속, 초선)
  - 2020.06~2021.04: 제21대 국회 전반기 운영위원회 위원
  - 2020.06~2022.05: 제21대 국회 전반기 산업통상자원중소벤처기업위원회 위원
  - 2021.07~2022.05: 제21대 국회 전반기 예산결산특별위원회 위원
  - 2022.07~2024.05: 제21대 국회 후반기 행정안전위원회 위원

## 전과
- 정보통신망이용촉진등에관한법률위반: 벌금 7,000,000원 - 2011년 11월 19일 선고[1]

## 역대 선거 결과
|  | 52.52% |

|  | 26.70% |

|  | 56.68% |

## 소속 정당
| 소속 정당 | 소속 정당      | 소속 기간 | 비고      |
| --------- | -------------- | --------- | --------- |
|           | 민주당         | 2010~2011 | 정계 입문 |
|           | 민주통합당     | 2011~2013 | 합당      |
|           | 민주당         | 2013~2014 | 당명 변경 |
|           | 새정치민주연합 | 2014~2015 | 합당      |
|           | 더불어민주당   | 2015~2023 | 당명 변경 |
|           | 무소속         | 2023~현재 | 탈당      |

## 같이 보기
- 인천 부평구의 국회의원
- 부평구 갑